# حسام حمود سلطان
حسام حمود سلطان مبارك مذكور (17 أكتوبر 1991) لاعب كرة قدم بحريني يلعب حاليا لصالح نادي الدرجة الأولى المحرق البحريني في مركز الوسط المهاجم كما يجيد اللعب في مركز الوسط المحوري.

## الإنجازات
- الدرجة الأولى (2): 2011، 2015
- كأس ملك البحرين (4): 2011، 2012، 2013، 2016
- كأس الخليج للأندية (1): 2012